# Dimethylbutyndioaat
Dimethylbutyndicarboxylaat, vanuit het Engels vaak afgekort tot DMAD (DiMethyl Acetylene Dicarboxylic acid) is een organische verbinding met de formule {\displaystyle {\ce {H3CO2CC#CCO2CH3}}}. Het is een diëster waarin de estergroepen geconjugeerd zijn met een drievoudige C-C binding. Deze opbouw maakt het molecuul erg elektrofiel waardoor het veel wordt toegepast als diënofiel in cycloadditie-reactie, met name de Diels-alderreactie. Het is ook een sterke Michael-acceptor. Bij kamertemperatuur is deze verbinding een kleurloze vloeistof.

## Synthese
DMAD wordt vandaag de dag nog steeds gemaakt op de zelfde manier als de eerste keer: Maleïnezuur wordt gebromeerd en het verkregen dibroombarnsteenzuur wordt  gedehydrobromeerd met kaliumhydroxide waaruit na aanzuren butyndizuur ontstaat. Het zuur wordt dan veresterd met methanol en zwavelzuur als katalysator:

## Veiligheid
DMAD is werkt als traangasen blaartrekkend gas.